# Popska Ikona Matki Bożej
Popska ikona Matki Bożej – ikona Matki Bożej, jeden z wizerunków Maryi przechowywanych w klasztorze Chilandar na Górze Athos, w tradycji prawosławnej uważany za święty. Znajduje się w jego głównej cerkwi przy lewym klirosie. 
Ikona przedstawia Maryję z Dzieciątkiem Jezus na lewym ramieniu. Matka Boża patrzy wprost na widza, podczas gdy Dzieciątko zwrócone jest lekko w prawą stronę. W lewej dłoni trzyma zwój papieru, zaś prawą daje znak przypominający gest dyrygenta chóru nakazujący rozpoczęcie śpiewu. 
Pochodzenie ikony nie jest wyjaśnione, nie ma również jednego wytłumaczenia jej nazwy. Według pierwszej ze znanych dwóch legend Popska ikona Matki Bożej wzięła swoją nazwę od kapłana, który w nieokreślonym czasie przybył do Chilandaru i wstąpił do tamtejszej wspólnoty monastycznej. Choć udawał on pobożnego człowieka, w rzeczywistości nie miał dobrych zamiarów, co skrzętnie ukrywał. Któregoś dnia, w czasie monasterskiej procesji połączonej ze święceniem wody, właśnie on niósł ikonę Matki Bożej. Nagle poślizgnął się i wpadł do morza, ginąc na miejscu. Ikonę udało się odzyskać i od tej pory zawsze powierzano ją mnichowi, który przyjął święcenia kapłańskie już jako zakonnik. 
Według innej koncepcji przymiotnik "popska" odnosi się do faktu, że w dawnej monastycznej tradycji greckiej sztukę śpiewu z nut określano jako "popską", zaś Dzieciątko Jezus na ikonie wykonuje specyficzny gest, przypominający sygnał dawany chórzystom przez dyrygenta. Stąd również przekonanie, iż moc Popskiej ikony Matki Bożej w szczególności obejmuje osoby śpiewające w chórach. 
Święto ikony przypada 12 lub 25 stycznia (zależnie od kalendarza). 